# Родопольська митрополія
Родопольська митрополія (грец. Μητρόπολη Ροδοπόλεως) — історична митрополія Константинопольської православної церкви на території Туреччини. Єпархіальний центр — Джевізлік (провінція Трабзон). Назва митрополії походить від стародавнього міста Родополіса (грец. Ροδόπολις) в Колхиді (пізніше — Лазика) — сучасне село Квацихе в Грузії.
Митрополія охоплює території південної частини провінції Трабзон і північної частини провінції Гюмюшхане. Межує на півночі і сході з Трапезундською митрополією, на півдні та заході — з Халдійською, Херіанською і Керасунтською митрополією.
Уперше Родопольська архієпархія була утворена в травні 1863 року на базі монастирів Сумела, Вазелон (Завулон) і Перистереота, які з 1461 року були патріаршими екзархатами. 7 вересня 1867 року архієпархія була ліквідована і відновлені екзархати. 26 вересня 1902 року екзархати знову ліквідовані і створена Родопольська митрополія. До 1904 року єпархіальним центром був Язлик (Лівера). Християнське населення цієї території було виселене в 1923 році. Нині на території митрополії православних парафій немає.
Правлячий архієрей має титул митрополит Родопольський, іпертим і екзарх Лазики.

## Очільники єпархії
- Геннадій (Васіліадіс) (1863—1867)
- Гервасій (Сарасітіс) (1902—1906)
- Леонтій (Хутуріотіс) (1906—1909)
- Кирило (Хадзіпападімітріу) (1909—1944)
- Єронім (Константінідіс) (1954—2005)
- Тарасій (Антонопулос) (2019—)